# Patricia Era Bath
Patricia Era Bath (Nova Iorque, 4 de novembro de 1942 - 30 de maio de 2019) foi uma oftalmologista norte-americana, inventora, humanitarista e acadêmica. Ela foi a primeira mulher do Instituto de Olhos Jules Stein, primeira mulher a liderar um programa de pós-graduação em oftalmologia e a primeira mulher eleita para o quadro honorário do Centro Médico da UCLA. Bath foi a primeira pessoa afro-americana a servir como residente em oftalmologia na New York University. Ela também é a primeira mulher afro-americana a atuar como cirurgiã no Centro Médico da UCLA. Bath é a primeira médica afro-americana a receber uma patente para um propósito médico. Detentora de cinco patentes, ela também fundou o Instituto Americano para a Prevenção da Cegueira, sem fins lucrativos, em Washington, D.C.

## Infância e Educação
Nascida em 4 de novembro de 1942, no Harlem, Nova York, Patricia Bath é filha de Rupert e Gladys Bath. Seu pai era um imigrante de Trinidad, colunista de jornal, marinheiro mercante e primeiro negro a trabalhar para o metrô de Nova York como maquinista. Seu pai inspirou seu amor pela cultura e a incentivou a explorar diferentes culturas. Sua mãe era descendente de escravos africanos e nativos americanos cherokee. Gladys Bath decidiu ser uma dona de casa enquanto seus filhos eram jovens, depois se tornou governanta para ajudar a financiar a educação de seus filhos. Patricia e seu irmão, Rupert, frequentaram a escola Charles Evans Hughes, onde ambos os alunos se destacavam em ciências e matemática. Patricia foi inspirada por seus professores para buscar pesquisas.
Inspirado pelo trabalho de Albert Schweitzer em medicina, Bath solicitou e ganhou uma bolsa de estudos da National Science Foundation enquanto cursava o ensino médio; isso a levou a um projeto de pesquisa na Universidade Yeshiva e no Harlem Hospital Center, estudando conexões entre câncer, nutrição e estresse. O chefe do programa de pesquisa percebeu o significado de suas descobertas e publicou-as em um artigo científico. Em 1960, ainda adolescente, Bath ganhou o "Prêmio de Mérito" da revista Mademoiselle por sua contribuição ao projeto.
Bath recebeu seu diploma de bacharel em química pelo Hunter College de Manhattan em 1964 e mudou-se para a Capital Washington, para cursar o Howard University College of Medicine. Seu primeiro ano na Howard coincidiu com a Lei dos Direitos Civis de 1964. Catapultada por seus cargos de liderança, ela co-fundou a Associação Médica Nacional dos Estudantes e tornou-se sua primeira mulher presidente em 1965. Em Howard, ela foi premiada com Children's Bureau National Government Fellowship Award, para realizar pesquisas em Belgrado, na Jugoslávia, no Verão de 1967. O ponto alto da cerimônia de entrega dos prêmios foi a reunião de Earl Warren, presidente do Supremo Tribunal dos Estados Unidos, na Embaixada dos EUA em Belgrado. Bath graduou-se com honras pela Faculdade de Medicina da Universidade de Howard em 1968. Ela recebeu o Prêmio Edwin Watson de Excelência em Oftalmologia por sua mentora, Lois A. Young.
O assassinato de Martin Luther King Jr. em 1968 fez com que Bath se dedicasse a realizar um dos sonhos de King, ou seja, o empoderamento das pessoas através da Campanha dos Povos Pobres. Ela organizou e liderou estudantes de medicina da Howard University no fornecimento de serviços de saúde voluntários para a Campanha do Povo em Resurrection City no verão de 1968.
Bath retornou para sua comunidade Harlem e estagiou no Harlem Hospital Center, que acabara de se afiliar à Faculdade de Médicos e Cirurgiões da Universidade de Columbia. Durante seu estágio, ela observou grandes proporções de pacientes cegos no Harlem Hospital, em comparação com pacientes da Clínica Oftalmológica da Universidade de Columbia. Antes de iniciar seu estudo de residência em oftalmologia na NYU em 1970, ela recebeu uma bolsa de estudos de um ano da Universidade de Columbia para estudar e contribuir para os serviços oftalmológicos do Harlem Hospital. Ela começou a coletar dados sobre cegueira e deficiência visual no Harlem Hospital, que não tinha oftalmologistas na equipe. Seus dados e sua paixão pela melhoria persuadiram seus professores da Columbia a atuar em pacientes cegos, sem custo, no Harlem Hospital Center, que não havia oferecido cirurgia ocular anteriormente.Bath orgulhava-se de estar na equipe de Columbia que realizou a primeira cirurgia ocular no Hospital Harlem em novembro de 1969.
Ela concluiu sua residência em oftalmologia na Universidade de Nova York, de 1970 a 1973, a primeira afro-americana a fazê-lo.

## Carreira
Depois de concluir sua residência na NYU, Bath iniciou um programa de bolsas de estudo para a córnea na Universidade de Columbia, que se concentrou na cirurgia de transplante de córnea e ceratoprótese (1973 a 1974). Enquanto pesquisadora, ela foi recrutada pelo Instituto de Olhos UCLA Jules Stein e pela Universidade Charles R. Drew para co-fundar um programa de residência em oftalmologia no Martin Luther King Jr. Hospital. Ela então começou sua carreira em Los Angeles, tornando-se a primeira mulher oftalmologista no corpo docente do Jules Stein Eye Institute na UCLA e co-fundadora e co-presidente do Programa de Oftalmologia KING-DREW-UCLA em 1974.
Em ambas as instituições, ela subiu para o posto de Professora Associada. Na UCLA, ela fundou o Ophthalmic Assistant Training Program (OATP) em 1978. Os graduados da OATP são funcionários-chave para fornecer triagem, educação em saúde e apoio a estratégias de prevenção da cegueira. Em 1978, Bath co-fundou o Instituto Americano para a Prevenção da Cegueira e serviu como presidente.
Enquanto na UCLA Jules Stein Eye Institute, ela estabeleceu o programa de ceratoprótese para fornecer tratamento cirúrgico avançado para pacientes cegos. O programa continua hoje como o KPRO e milhares de pacientes tiveram sua visão restaurada com esta tecnologia inovadora. Com base em suas pesquisas e conquistas com a ceratoprótese, Bath foi escolhida para liderar o primeiro estudo nacional de ceratoprótese em 1983.
Em 1983, Bath foi nomeada Presidente do Programa de Residência de Oftalmologia KING-DREW-UCLA, tornando-se a primeira mulher nos EUA a dirigir um Programa de Residência de Oftalmologia. Em 1986, Bath decidiu tirar uma licença de responsabilidades clínicas e administrativas e se concentrar na pesquisa. Ela renunciou ao cargo de presidente da Ophthalmology e seguiu suas atividades de pesquisa como professora convidada em centros de excelência na França, Inglaterra e Alemanha. Na França, ela foi Professora Visitante no Instituto Rothschilde de Paris, com a diretora Daniele Aron-Rosa. Na Inglaterra, ela atuou como professora visitante com o professor Emmony no Instituto de Tecnologia de Loughborough. Na Alemanha, ela atuou como professora visitante na Universidade de Free Berlin e no centro médico da Laser.
Em 1993, ela se aposentou da UCLA, que posteriormente a elegeu a primeira mulher em sua equipe honorária.
Ela atuou como professora de Oftalmologia na Faculdade de Medicina da Universidade Howard e como professora de Telemedicina e Oftalmologia na Universidade St. Georges. programa de treinamento em oftalmologia.
Bath lecionou internacionalmente e escreveu mais de 100 artigos.

### Estudos de Cegueira e Oftalmologia Comunitária
Com base em suas observações no Harlem Hospital, Bath publicou o primeiro artigo científico mostrando a maior prevalência de cegueira entre os negros, bem como a maior prevalência de glaucoma como causa de cegueira.
Com base em sua pesquisa, ela foi pioneira na disciplina mundial de "oftalmologia comunitária" em 1976 após observações de epidemias de cegueira evitável em populações carentes de áreas urbanas nos EUA, bem como em populações carentes de "países de terceiro mundo". A comunidade oftalmológica foi descrita como uma nova disciplina na medicina que promove a saúde ocular e a prevenção da cegueira por meio de programas que utilizam metodologias de saúde pública, medicina comunitária e oftalmologia para levar o cuidado ocular necessário a populações carentes.

### Invenções
Em 1986, Bath pesquisou no laboratório de Danièle Aron-Rosa, pesquisadora pioneira em lasers e oftalmologia no Rothschilde Eye Institute de Paris, e depois no Laser Medical Center em Berlim, onde ela pôde começar os estudos iniciais em cirurgia de catarata a laser, incluindo sua primeira experiência com fotoablação de laser excimer usando olhos de banco de olhos humanos.
Bath cunhou o termo "Laser phaco" para o processo, abreviação de Laser PHotoAblative Cataract surgery, e desenvolveu a sonda laserphaco, um dispositivo médico que melhora o uso de lasers para remover cataratas, e "para erodir e remover lentes de catarata". O dispositivo foi concluído em 1986 depois que Bath realizou uma pesquisa sobre lasers em Berlim e patenteou em 1988, fazendo dela a primeira mulher afro-americana a receber uma patente para um propósitos médicos. O dispositivo - que rapidamente e quase sem dor dissolve a catarata com laser, irriga e limpa o olho e permite a fácil inserção de uma nova lente - é usado internacionalmente para tratar a doença. O banho continuou a melhorar o dispositivo e restaurou com sucesso a visão de pessoas que não puderam ver por décadas.
Bath possui cinco patentes nos Estados Unidos. Três das cinco patentes de Bath estão relacionadas à sonda Laserphaco. Em 2000, ela recebeu uma patente para um método de uso de ultra-som pulsado para remover catarata, e em 2003, uma patente para combinar laser e ultra-som para remover catarata.

### Lista de Patentes dos EUA
- Patente U.S. 4744360, "Aparelho para erosão e remoção de lentes de cataratas", concedida em 17 de Maio de 1988.
- Patente U.S. 5843071, "Método e aparelho para erosão e remoção de lentes de catarata" emitida em 1 de dezembro de 1998
- Patente U.S. 5919186, "Aparelho de laser para cirurgia de lentes de catarata", emitida em 6 de julho de 1999.
- Patente U.S. 6083192, "Método de ultra-sons pulsados para fragmentar / emulsionar e remover lentes cataratas, emitido em 4 de Julho de 2000.
- Patente U.S. 6544254, "Combinação de metodos ultrasom e laser e equipamento para remoção de lentes de catarata”, concedida em 8 de Abril de 2003.

### Honras e Prêmios
- 1999: Museu Smithsonian, incluindo ela em sua Exposição e Programa de Vidas Inovadoras
- 2001: Introdução na American Medical Women’s Association no Hall of Fame
- 2011: American Academy of Ophthalmology introdução ao Museu da Visão por contribuições para a oftalmologia
- 2012: Prêmio de Inovação Disruptiva do Tribeca Film Festival
- 2013: Associação de Medicas Negras - Prêmio Vitalicio por Contribuições a Oftalmologia
- 2014: Prêmio Presidencial Alpha Kappa Alpha para Saúde e Ciências Médicas
- 2014: Howard University Charter Day Award por conquistas distintas em Oftalmologia e Medicina
- 2017: Medscape, uma das 12 "mulheres médicas que mudaram o curso da medicina americana"[26]
- 2017: Revista Time "Firsts: Women that are Changing the World" por ser a primeira a inventar e demonstrar a cirurgia de catarata com laserphaco[27]
- 2017: Introdução ao Hall da Fama do Hunter College[28]
- 2018: Academia de Medicina de Nova Iorque John Stearns Medalha de Contribuições Distintas na Prática Clínica, para a invenção da cirurgia de catarata com laserphaco[29]
- 2018: Alliance for Aging research: Prémio Silver Innovator para contribuições e pesquisas para a prevenção da cegueira[30]

Bath foi homenageada por duas de suas universidades. O Hunter College a colocou em seu "hall da fama" em 1988 e a Howard University a declarou uma "Pioneira da Universidade Howard em Medicina Acadêmica" em 1993. Um livro ilustrado sobre sua vida e seu trabalho na ciência foi publicado em 2017, e foi citado por ambas National Science Teachers Association e pela lista da Chicago Public Library como melhor livro infantil do ano.